# Rhabdomastix inclinata
Rhabdomastix inclinata är en tvåvingeart som beskrevs av Edwards 1938. Rhabdomastix inclinata ingår i släktet Rhabdomastix och familjen småharkrankar. Inga underarter finns listade i Catalogue of Life.